# Ческа-Весь
Ческа-Весь (пол. Czeska Wieś) — остановочный пункт в деревне Ческа-Весь в гмине Ольшанка, в Опольском воеводстве Польши. Имеет 1 платформу и 1 путь.
Остановочный пункт на железнодорожной линии Ныса — Гродкув-Слёнски — Бжег построен в 1847 году, когда эта территория была в составе Королевства Пруссия.
Нынешнее название с 1947 года.